# Championnat de Guinée-Bissau de football
Le championnat de Guinée-Bissau de football (Campeonato Nacional da Guiné-Bissau) a été créé en 1975.

## Palmarès
| Saison    | Champion                     |
| --------- | ---------------------------- |
| 1974-1975 | CF Os Balantas (1)           |
| 1975-1976 | UDIB (1)                     |
| 1976-1977 | Benfica (1)                  |
| 1977-1978 | Titre non attribué           |
| 1978-1979 | Benfica (2)                  |
| 1979-1980 | Benfica (3)                  |
| 1980-1981 | Benfica (4)                  |
| 1981-1982 | Benfica (5)                  |
| 1982-1983 | Sporting Clube de Bissau (1) |
| 1983-1984 | Sporting Clube de Bissau (2) |
| 1984-1985 | UDIB (2)                     |
| 1985-1986 | Sporting Bissau (3)          |
| 1986-1987 | Sporting Bafatá (1)          |
| 1987-1988 | Benfica (6)                  |
| 1988-1989 | Benfica (7)                  |
| 1989-1990 | Benfica (8)                  |
| 1990-1991 | Sporting Bissau (4)          |
| 1991-1992 | Sporting Bissau (5)          |
| 1993      | Sport Portos de Bissau (1)   |
| 1993-1994 | Sporting Bissau (6)          |
| 1995      | Titre non attribué           |
| 1996      | ADR Mansabá (1)              |
| 1997      | Sporting Bissau (7)          |
| 1998      | Sporting Bissau (8)          |
| 1999      | Championnat non disputé      |
| 2000      | Sporting Bissau (9)          |
| 2001      | Championnat non disputé      |
| 2002      | Sporting Bissau (10)         |
| 2002-2003 | UDIB (3)                     |
| 2003-2004 | Sporting Bissau (11)         |
| 2004-2005 | Sporting Bissau (12)         |
| 2006      | CF Os Balantas (2)           |
| 2006-2007 | Sporting Bissau (13)         |
| 2007-2008 | Sporting Bafatá (2)          |
| 2008-2009 | CF Os Balantas (3)           |
| 2009-2010 | Benfica (9)                  |
| 2010-2011 | Atlético Bissorã (1)         |
| 2012      | Championnat non disputé      |
| 2013      | CF Os Balantas (4)           |
| 2014      | Nuno Tristão FC (1)          |
| 2015      | Benfica (10)                 |
| 2016      | Championnat non terminé      |
| 2016-2017 | Benfica (11)                 |
| 2017-2018 | Benfica (12)                 |
| 2018-2019 | UDIB (4)                     |
| 2019-2020 | Championnat abandonné        |
| 2020-2021 | Sporting Bissau (14)         |
| 2021-2022 | Benfica (13)                 |
| 2022-2023 | FC Cantchungo (1)            |
| 2023-2024 | Benfica (14)                 |
| 2024-2025 | Benfica (15)                 |

1. ↑  Championnat annulé à la suite d'un conflit entre la Fédération et Benfica.
2. ↑  Pour cette édition, le champion est désigné à la suite d'une finale entre les deux vainqueurs des poules.
3. ↑  Championnat annulé à la suite d'un conflit entre la Fédération et Benfica, ainsi que des problèmes financiers.
4. ↑  Championnat annulé à cause de la guerre civile.
5. 1 2  Championnat annulé à cause de problèmes financiers.
6. ↑  Championnat abandonné à cause de la pandémie de Covid-19.

## Bilan
| Club                     | Titres | Années                                                                                   |
| Sport Bissau e Benfica   | 15     | 1977, 1979, 1980, 1981, 1982, 1988, 1989, 1990, 2010, 2015, 2017, 2018, 2022, 2024, 2025 |
| Sporting Clube de Bissau | 14     | 1983, 1984, 1986, 1991, 1992, 1994, 1997, 1998, 2000, 2002, 2004, 2005, 2007, 2021       |
| CF Os Balantas           | 4      | 1975, 2006, 2009, 2013                                                                   |
| UDIB                     | 4      | 1976, 1985, 2003, 2019                                                                   |
| Sporting Clube de Bafatá | 2      | 1987, 2008                                                                               |
| Sport Portos de Bissau   | 1      | 1993                                                                                     |
| Atlético Bissorã         | 1      | 2011                                                                                     |
| ADR Mansabá              | 1      | 1996                                                                                     |
| Nuno Tristão FC          | 1      | 2014                                                                                     |
| FC Cantchungo            | 1      | 2023                                                                                     |